# Детлинген
Детлинген (њем. Dötlingen) општина је у њемачкој савезној држави Доња Саксонија. Једно је од 15 општинских средишта округа Олденбург. Према процјени из 2010. у општини је живјело 6.071 становника. Посједује регионалну шифру (AGS) 3458003.

## Географски и демографски подаци
Детлинген се налази у савезној држави Доња Саксонија у округу Олденбург. Општина се налази на надморској висини од 22 метра. Површина општине износи 101,8 km². У самом мјесту је, према процјени из 2010. године, живјело 6.071 становника. Просјечна густина становништва износи 60 становника/km².

## Међународна сарадња
| Мјесто   | Држава    | Врста сарадње | Од    |
| -------- | --------- | ------------- | ----- |
| Де Марне | Холандија | партнерство   | 1985. |
| Извор    |           |               |       |